# Chuck Doud
Chuck Doud é um compositor de temas sonoros para video games, de nacionalidade norte-americana. Seus projetos incluem temas sonoros para jogos de Playstation Network e é provavelmente mais conhecido como o compositor da série Syphon Filter